# 문동주 (야구 선수)
문동주(文東珠, 2003년 12월 23일~)는 대한민국의 야구 선수로 포지션은 투수이다. 현재 KBO 리그의 팀인 한화 이글스에서 활동하고 있다.

## 아마추어 경력
아버지는 전 해머던지기 선수이자 현재 장흥군청 육상팀 감독 겸 투척 경기 심판인 문준흠이다. 광주진흥고 2학년 때인 2020년 6월 17일 황금사자기 대회 중앙고와의 경기에서 구원 등판해 2.2이닝 3피안타, 2사사구, 2탈삼진, 1실점을 기록했다. 141~147km/h의 패스트볼, 124~128km/h의 슬라이더, 112~119km/h의 커브를 던지며 주목받았고 중학교 시절 투타 겸업을 하다가 고등학교 진학 후 투수로 전업했다. 그가 던진 147km/h 패스트볼의 구속은 이의리, 김유성의 148km/h에 이은 3위였다. 빠른 구속으로 주목받기 시작했다. 대통령배 경남고전에서 구원 등판해 1피안타, 2사사구를 기록했다. 제구에서 한계를 보였지만 148km/h의 속구를 던지며 1차 지명 후보로 언급됐다. 9월 19일에 3.2이닝 무실점, 8탈삼진을 기록했다.
3학년 때인 2021년에는 광주동성고의 내야수 김도영과 함께 대형 유망주로 불리며 KIA 타이거즈의 1차 지명 후보로 언급됐다. 구속은 최대 154km/h까지 상승했고 2학년 시절 그의 발목을 잡았던 제구력도 개선됐다. 당시 KIA 타이거즈의 단장이었던 조계현은 “올해 우리 팀 1차 지명과 관련해 두 선수 얘기가 계속 나오는 건 잘 안다. 최근 두 선수의 플레이를 직접 관찰하러 간 적도 있는데 확실히 실력이 뛰어나더라. 확실한 건 지명 날짜 직전까지 두 선수의 실전 경기를 면밀하게 지켜봐야 한단 점이다. 아직 두 선수를 두고 우열을 가리기엔 이른 시점이다. 끝까지 두 선수를 지켜보겠다”라고 말하며 1차 지명에 대해 고민했다. KIA 타이거즈의 1차 지명은 김도영이 됐고, 그는 전국구 1차 지명권이 부여된 한화 이글스의 1차 지명을 받았다.

## 프로 경력

### 한화 이글스
2022년에 1차 지명을 받아 입단하였다. 2022년 5월 10일 LG 트윈스와의 경기에 등판하며 데뷔 첫 경기를 치렀고, 경기에서 0.2이닝 4실점을 기록했다.
2022년 5월 18일 삼성 라이온즈와의 경기에서 데뷔 첫 홀드를 기록했다.
2022년 6월 9일 두산 베어스와의 경기에서 데뷔 첫 선발 등판해 2이닝 1피안타, 4사사구, 4탈삼진, 4실점(4자책)으로 패전 투수가 됐고, 경기 후 견갑하근 부분 파열 및 혈종 진단을 받아 엔트리에서 제외됐다.
2022년 10월 3일 SSG 랜더스와의 경기에 선발 등판해 5이닝 7피안타, 2볼넷, 8탈삼진, 4실점(3자책)으로 데뷔 첫 승을 기록했다.
2022년 시즌 13경기에 등판해 28.1이닝 1승 3패, 2홀드, 5점대 평균자책점을 기록했다.
2023년부터 본격적으로 선발로 나서기 시작했다. 2023년 4월 12일 KIA 타이거즈전에서 데뷔 첫 QS, 160.1km/h의 구속을 기록했다. 2023 시즌 23경기에 등판해 8승 8패 평균자책점 3.72를 기록하여 신인왕으로 선정됐고, 팀에서는 2006년 류현진 (순수) 이후 17년 만의 신인왕이다.

## 국가대표팀 경력
- 2021년 U-23 야구 월드컵
- 2022년 아시안 게임[8] - 조별 리그 2차전과 결승전에 선발 등판했다. 조별 리그에서는 4이닝 2실점으로 패전 투수가 됐지만 결승전에서는 승리 투수가 되며 아시안 게임 금메달을 획득해 병역 특례를 받았다.[9]
- 2023년 APBC

## 출신 학교
- 광주화정초등학교
- 무등중학교
- 광주진흥고등학교

## 통산 기록
| 연도 | 팀명  | 평균자책점 | 경기 | 완투 | 완봉 | 승 | 패 | 세 | 홀 | 승률  | 타자 | 이닝 | 피안타 | 피홈런 | 볼넷 | 사구 | 탈삼진 | 실점 | 자책점 |
| ---- | ----- | ---------- | ---- | ---- | ---- | -- | -- | -- | -- | ----- | ---- | ---- | ------ | ------ | ---- | ---- | ------ | ---- | ------ |
| 2022 | 한화  | 5.65       | 13   | 0    | 0    | 1  | 3  | 0  | 2  | 0.250 | 127  | 28⅔  | 28     | 5      | 14   | 1    | 36     | 19   | 18     |
| 2023 | 한화  | 3.72       | 23   | 0    | 0    | 8  | 8  | 0  | 0  | 0.500 | 503  | 118⅔ | 113    | 6      | 42   | 4    | 95     | 42   | 49     |
| 2024 | 한화  | 5.17       | 21   | 0    | 0    | 7  | 7  | 0  | 0  | 0.500 | 502  | 111⅓ | 148    | 14     | 14   | 4    | 96     | 71   | 64     |
| 통산 | 3시즌 | 4.56       | 57   | 0    | 0    | 16 | 18 | 0  | 2  | 0.471 | 1132 | 582⅔ | 289    | 25     | 56   | 94   | 227    | 142  | 131    |